# Centro de Desarrollo y Competitividad Industrial
Centro de Desarrollo y Competitividad Industrial (también conocido como PROINDUSTRIA) es una corporación de la República Dominicana que sirve como un ente regulador y representativo de todos los proyectos, planes y medidas del Sector Industrial del país con la intención de fomentar la competitividad en el mismo.
PROINDUSTRIA, que surge en virtud de la Ley de Competitividad e Innovación Industrial (Ley n.º 392-07 del 4 de diciembre de 2007) tiene como objetivo principal el desarrollo competitivo de la industria manufacturera nacional, proponiendo políticas y programas de apoyo que estimulen la renovación e innovación industrial, el encadenamiento industrial, la diversificación, y la vinculación a mercados internacionales.

## Antecedentes
El Centro de Desarrollo y Competitividad Industrial tuvo su origen en 1962 bajo el nombre de Corporación de Fomento Industrial (CFI), en virtud de la Ley n.º 5009. Esta corporación fue creada con el fin de administrar los bienes y capitales de empresas tras la caída del régimen de Rafael Leónidas Trujillo en 1961. La misma tenía como objetivo el promover el desarrollo industrial del país, estimulando sectores productivos de la economía nacional, excluyendo la agropecuaria y la industria azucarera. Con el tiempo, estas empresas pasaron a constituirse en la Corporación Dominicana de Empresas Estatales (CORDE). 
Mientras, la CFI promovía el establecimiento de nuevas industrias con miras a lograr la diversificación y sistematización de las actividades productivas, elevando el nivel de vida de la población. Esto lo hacía apoyando pequeñas y medianas empresas industriales mediante programas de financiamiento con recursos propios y a través del llamado Fondo FIDE (Fondo de Financiamiento y Desarrollo-Banco Central). La CFI también estuvo a cargo de la construcción y desarrollo de los parques industriales de Herrera y Haina. A inicios de los años 70, por disposición del Poder Ejecutivo, la CFI se encargó de construir, desarrollar y operar Parques Industriales de Zona Franca, para promover exportación de bienes y servicios. 
La estructura orgánica y funcional de la Corporación de Fomento Industrial sirvió de base para la creación del Centro de Desarrollo y Competitividad Industrial en 2007.

## Órgano Rector
Proindustria tiene un Consejo Directivo integrado de la siguiente forma:

### Sector Público
- Ministerio de Industria y Comercio (MIC)
- Ministerio de Economía, Planificación y Desarrollo (MEPD)
- Secretario de Estado y Director Ejecutivo del Consejo Nacional de Competitividad (CNC)
- Director Ejecutivo del Centro de Exportación e Inversión de la República Dominicana (CEI-RD)
- Director general de la Dirección General de Aduanas (DGA)
- Director general de la Dirección General de Impuestos Internos (DGII)
- Director en Funciones Instituto Nacional de Formación Técnico Profesional (INFOTEP)
- Consejo Nacional de Zonas Francas de Exportación (CNZFE)

### Sector Privado
- Asociación de Industrias de la República Dominicana (AIRD)
- Asociación de empresas industriales de Herrera (AEIH)
- Asociación Industriales de la Región Norte (AIREN)
- Confederación Dom. Pequeña y Mediana Empresa (CODOPYME)
- Asociación de Industriales de Haina (AIH)
- Asociación Dominicana de Exportadores (ADOEXPO)
- Asociación Dominicana de Zona Franca (ADOZONA)

## Parques Industriales
| Parque                                      | Cantidad de naves                               | Naves disponibles                               | Naves en proceso de negociación                 | Empresas instaladas                             | Naves alquiladas                                |
| ------------------------------------------- | ----------------------------------------------- | ----------------------------------------------- | ----------------------------------------------- | ----------------------------------------------- | ----------------------------------------------- |
| Centro de Aceleración Empresarial 6 de nov. | 1 (2 adheridas)                                 | 0                                               |                                                 | 11                                              | 1                                               |
| Bayaguana                                   | 2                                               | 0                                               | 1 en legal                                      | 1                                               | 1                                               |
| Higüey                                      | 5                                               | 3 en ruinas                                     |                                                 | 1                                               | 2                                               |
| PyME Moca                                   | 2                                               | 0                                               |                                                 | 5                                               | 2                                               |
| Disdo                                       | Información es manejada por la Unidad del DISDO | Información es manejada por la Unidad del DISDO | Información es manejada por la Unidad del DISDO | Información es manejada por la Unidad del DISDO | Información es manejada por la Unidad del DISDO |
| Pilca                                       | 11                                              | 0                                               |                                                 | 11                                              | 11                                              |
| Pisan                                       | 12                                              | 4                                               | 1                                               | 16                                              | 7                                               |
| Pisde                                       | 7                                               | 0                                               |                                                 | 15                                              | 7                                               |
| Totales                                     | 40                                              | 5                                               | 6                                               |                                                 | 31                                              |

Parques Industriales de Zona Franca
| Zonas Francas            | Disponibles | Disponibles | Alquiladas | Alquiladas   | Venta | Venta      | Prestada | Prestada   | Total | Total        | Instaladas | Instaladas   |
| Zonas Francas            | Naves       | Pies2       | Naves      | Pies2        | Naves | Pies2      | Naves    | Pies2      | Naves | Pies2        | Empresas   | Pies2        |
| ------------------------ | ----------- | ----------- | ---------- | ------------ | ----- | ---------- | -------- | ---------- | ----- | ------------ | ---------- | ------------ |
| La Armería               | 0           | 0           | 15         | 348,323.97   | 0     | 0          | 0        | 0          | 15    | 348,323.97   | 12         | 348,323.97   |
| Barahona                 | 0           | 0           | 11         | 275,197.87   | 0     | 0          | 0        | 0          | 11    | 275,197.87   | 1          | 275,197.87   |
| Bonao                    | 7           | 167,372.44  | 7          | 196,993.18   | 0     | 0          | 1        | 28,206.97  | 15    | 392,572.59   | 5          | 225,200.15   |
| Cotuí                    | 3           | No          | 0          | 0            | 0     | 0          | 2        | 24,622.35  | 5     | No           | 0          | No           |
| El Seybo                 | 0           | 0           | 3          | 48,611.55    | 0     | 0          | 0        | 0          | 3     | 48,611.55    | 2          | 48,611.55    |
| Hato Mayor               | 0           | 0           | 3          | 47,591.04    | 1     | 14,097.64  | 0        | 0          | 4     | 61,688.68    | 1          | 61,688.68    |
| Hato Nuevo               | 0           | 0           | 8          | 151,236.76   | 1     | 17,124.63  | 0        | 0          | 9     | 168,361.39   | 4          | 168,361.39   |
| La Vega                  | 1           | 43,002.80   | 46         | 1,209,465.26 | 2     | 61,832.00  | 0        | 0          | 49    | 1,314,300.06 | 24         | 1,271,297.26 |
| Los Alcarrizos           | 6           | 145,658.22  | 17         | 343,816.06   | 4     | 71,823.85  | 1        | 22,188.95  | 28    | 583,487.08   | 17         | 437,828.86   |
| Moca                     | 0           | 0           | 18         | 442,807.59   | 1     | 25,126.64  | 0        | 0          | 19    | 467,934.23   | 12         | 467,934.23   |
| Quisqueya                | 0           | 0           | 3          | 60,659.18    | 0     | 0          | 0        | 0          | 3     | 60,659.18    | 1          | 60,659.18    |
| Salcedo                  | 0           | 0           | 1          | 16,071.29    | 0     | 0          | 2        | 32,959.10  | 3     | 49,030.39    | 1          | 49,030.39    |
| San Francisco de Macorís | 5           | 79,158.64   | 4          | 74,921.88    | 0     | 0          | 1        | 15,353.23  | 10    | 169,433.75   | 3          | 90,275.11    |
| San Pedro de Macorís     | 7           | 179,413.37  | 79         | 2,260,198.34 | 27    | 594,674.95 | 1        | 16,661.75  | 114   | 3,050,948.41 | 59         | 2,871,535.04 |
| Totales                  | 29          | 614,605.47  | 215        | 5,475,893.97 | 36    | 784,679.71 | 7        | 139,992.35 | 288   | 6,990,549.15 | 142        | 6,375,943.68 |

## Servicios
Registro Industrial
Según establece la Ley 542-14 en su artículo 14, corresponde a PROINDUSTRIA llevar el registro y estadísticas de la industria manufacturera nacional. Para tales fines, tendrá la facultad de requerir informaciones a las industrias ubicadas en el territorio nacional, así como a entidades públicas y privadas que recopilen informaciones relacionadas con el sector de la industria manufacturera nacional.
A su vez, mediante el artículo 15 determina que el Registro Industrial es de carácter público, obligatorio y gratuito para todas las industrias manufactureras dominicanas, independientemente del régimen tributario al que estén acogidas.
El Registro Industrial, es una herramienta que establece lo siguiente a quien lo posee:
- Certifica que la empresa es manufacturera.
- Habilita a la empresa a vender en tiendas y supermercados.
- Permite que las empresas puedan acceder a tarifas preferenciales de energía eléctrica.
- Viabiliza la posibilidad para que las industrias puedan negociar la venta de sus productos con Instituciones del Estado Dominicano.
- Permite al Estado Dominicano generar y crear políticas y programas de apoyo al sector manufacturero de la República Dominicana, sobre la base de la información suministrada por las industrias.
- Brinda acceso a la Calificación Industrial y sus beneficios.

Calificación Industrial
Este es el procedimiento mediante el cual las industrias de manufactura se acogen a los incentivos y facilidades fiscales establecidas en la ley 392-07, sobre Competitividad e Innovación Industrial, modificada por la ley 542-14.
Los beneficios que obtienen las industrias al calificarse, son los siguientes:
- Diferimiento y exención del pago del Impuesto sobre Transferencia de Bienes Industrializados y Servicios (ITBIS)
- Reembolso a exportadores
- Modernización Industrial
- Exención del 50% del Impuesto sobre la renta (ISR)
- Depreciación acelerada de bienes y equipos industriales
- Exclusión del 1% sobre capital de activos fijos
- Exención del ISR, por contratación de personal técnico extranjero (innovación)

Asistencia Técnica a las PYMIS
A través del Centro de Asistencia Integral a las Pequeñas y Medianas Industrias (PYMIS), se atiende todo tipo de consultas de las industrias. El tenor de las mismas es muy variado y puede ser tan básico como solicitar información respecto a cómo constituir una industria, hasta requerir gestionemos en su nombre ante otros Organismos del Estado la aplicación de ciertos incentivos.
Incubación y Aceleración de Empresas
La División de Incubación y Aceleración, fue la primera en su tipo en funcionar en el país. En la misma se recibe a personas que acuden a PROINDUSTRIA con una idea, o un proyecto, pero que no saben cómo llevarlo a la práctica, o si el mismo puede ser rentable. Se trabajas con el empresario, evaluando metodológicamente su proyecto y se determina si el mismo es viable, o no. En caso de serlo, se da inicio a una serie de reuniones de trabajo personalizado, que como resultado final brindará un plan de negocios totalmente realizado, en el cual se habrá determinado todas las variables mercadológicas y financieras que permitan conocer los pasos que se deberán dar, la estructura necesaria y los costos a asumir, como así también el nivel de producción que deberá alcanzar para que su industria sea rentable.
Encadenamiento Productivo y Asociatividad
La División de Encadenamientos Productivos y Asociatividad, tiene el propósito de ofrecer a las pequeñas y medianas industrias apoyo para su desarrollo y una serie de programas de capacitaciones y asistencias técnicas que le permitan convertirse en proveedoras de las grandes industrias y zonas francas exportadoras del país.
Apoyo a la Productividad
A través de la División de Apoyo a la Productividad se realizan diagnósticos sobre la gestión empresarial de las Pequeñas y Medianas Empresas (PYMES) que así lo soliciten. También se capacita en las técnicas de Mejora Continua y 5S, a la vez que se realizan charlas de sensibilización en temas como Kaizen y Mejora de la Productividad y la Calidad.
Capacitación en temas de Competitividad Industrial
Durante el año 2015, se lanzó el primer Plan Nacional de Capacitación para la Industria Manufacturera. Esta acción realizada en conjunto con el Instituto Nacional de Formación Técnico Profesional (INFOTEP), se extenderá hasta el año 2020. El objetivo fundamental es aumentar la productividad de las industrias. Para ello el Programa se basa en dos ejes:
- Brindar asistencia técnica a las industrias para que mejoren sus procesos, sus productos y por ende su producción.
- Elevar el perfil profesional de los recursos humanos, entrenándolos en nuevas herramientas y brindándoles conocimientos, que le permitan realizar su labor de una mejor y más profesional manera.

Simultáneamente se diseñan y promueven programas de capacitación dirigidos a las pequeñas y medianas industrias, a través de talleres en temas financieros, negocios, productividad, logística, organización, y recursos humanos, que pretenden apoyarlas y brindarles nuevas herramientas que les permitan ser más competitivas.
Fomento a la Innovación
La División de Fomento a la Innovación, tiene a su cargo el desarrollo de un programa nacional de apoyo a las industrias, para que las mismas encuentren el marco adecuado para innovar. Que entiendan que en la innovación estará el diferencial, el valor agregado que pueda darles el acceso al mercado que hoy les está faltando. A su vez, se encarga de propiciar y viabilizar el vínculo entre universidades y empresas privadas, el cual es de vital importancia para lograr el ciclo I+D+I (investigación, desarrollo e innovación).
Arrendamiento de naves en Parques Industrial y Parque Industrial de Zonas Francas
A través de su departamento de Negocios, PROINDUSTRIA ofrece arrendamiento de naves para empresas acogidas a leyes de zonas francas y también se provee de espacios de trabajo compartidos dentro de los parques industriales PYMES de PROINDUSTRIA.